# Mikroskopisk polyangit
Mikroskopisk polyangit är en autoimmun sjukdom som kännetecknas av en systemisk, pauci-immun, nekrotiserande vaskulit med små kärl utan kliniska eller patologiska tecken på granulomatös inflammation.

## Tecken och symtom
kliniska karakteristika kan innefatta konstitutionella symtom såsom feber, artralgi, myalgi, aptitlöshet, viktminskning och trötthet. Olika organ kan påverkas, vilket orsakar ett brett spektrum av symtom som hosta, andfåddhet, hemoptys (upphostning av blod), symtom på njursvikt, hudmanifestationer (påtaglig purpura och livedo racemosa), kramper eller perifer neuropati, buksmärtor.
Njurarna påverkas i upp till 80 procent av fallen med tecken på blod och protein i urinen och skadan kan leda till antingen snabbt eller långsamt progredierande njursvikt. Lungorna påverkas i 20–50 procent av fallen med fynd av pulmonell blödning eller kronisk lungfibros som leder till andningssvikt.

## Orsak
Även om mekanismen för sjukdomen ännu inte har klarlagts fullt ut, är den ledande hypotesen att AAV utvecklas hos patienter med en genetisk predisposition när en okänd orsak utlöser produktionen av p-ANCA. Dessa antikroppar kommer att cirkulera på låga nivåer tills en miljöfaktor, såsom infektion, malignitet eller läkemedelsbehandling, orsakar uppreglering av neutrofiler. Neutrofilerna binder till p-ANCA och frisätter därefter inflammatoriska cytokiner och lytiska enzymer som orsakar endotelskada, vilket resulterar i inflammation och nekros av de små kärlen. Skadan som orsakas i njurarna kallas specifikt nekrotiserande och crescent glomerulonefrit

## Diagnos
Laboratorietester kan påvisa förhöjt snabb sänka, CRP, och anemi. Vid påverkad njurfunktion kan det påvisas förhöjt kreatinin i blodet samt protein och röda blodkroppar i urinen.
Ett signifikant fynd är förekomsten av positiva perinukleära antineutrofila cytoplasmatiska antikroppar (p-ANCA) i serum.
Andra speciella undersökningar kan vara indicerade beroende på vilken organ som har drabbats, som till exempel njurbiopsi hos patienter med påverkad njurfunktion, spirometri vid påverkad lungfunktion, eller elektromyografi vid engagemang av nervsystemet.

## Behandling
Immunsuppressiv behandling är guldstandardbehandlingen för att uppnå remission av blodkärlsinflammationen som uppstår vid aktiv mikroskopisk polyangit. De nuvarande immunsuppressiva protokollen består av en kombination av höga doser glukokortikoider i kombination med antingen cyklofosfamid eller Rituximab. Vid livshotande sjukdom kan behandling med plasmaferes vara indicerad.
Den immunsuppressiva behandlingen trappas långsamt ned under en period av flera månader men det finns för närvarande ingen konsensus om den totala behandlingens varaktighet. Avbrytande av immunsuppression kan relateras till ökad risk för skov av sjukdomen.
- ANCA-associerade vaskulitider
- Polyarteritis nodosa
- Lista över kutana tillstånd
- Granulomatosis med polyangit